# 定海军政府

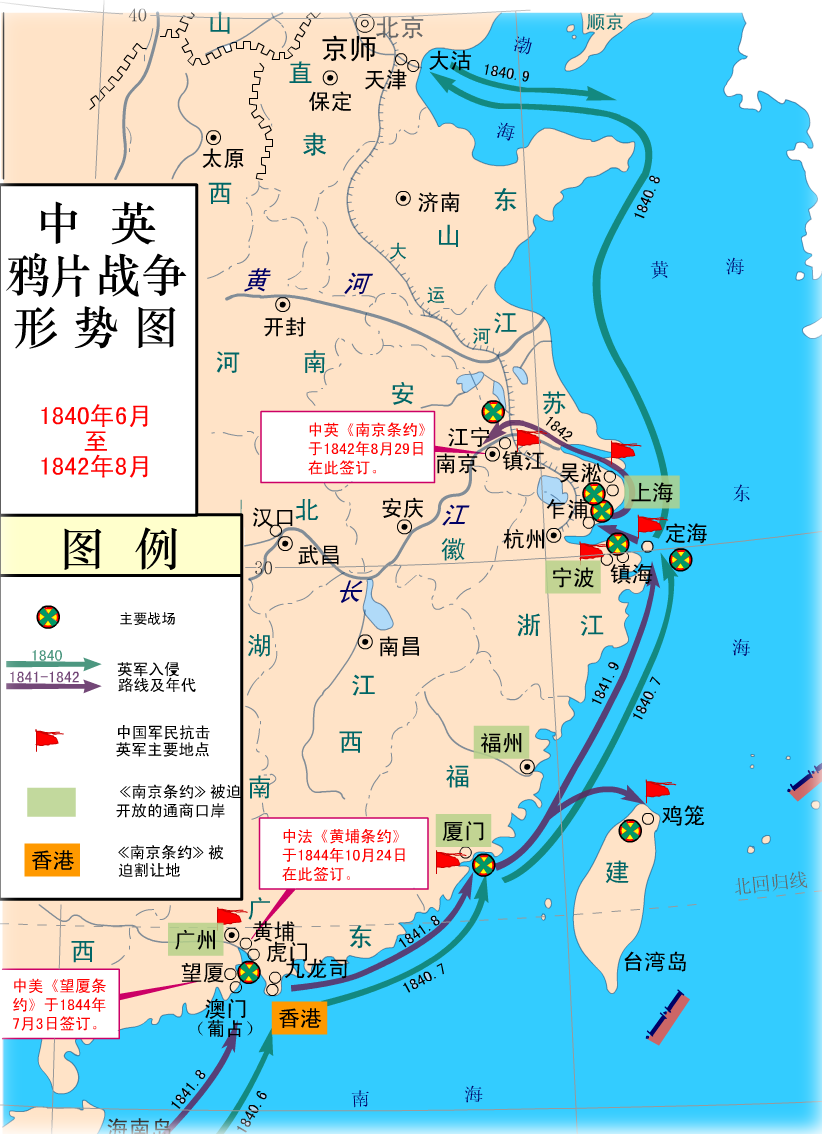
鴉片戰爭時定海舟山島的位置

定海军政府時期，是第一次鸦片战争中1841年至1846年英国占领清朝浙江省定海县舟山島（當時譯為Chusan）期间的政府。期間對吳語寧波話的研究，是最早的英語─吳語對譯工具書。而英法聯軍之役時，1860年4月21日聯軍再次佔領定海舟山，但這不屬於定海军政府時期。

## 佔領
第一次鸦片战争中，早在1840年7月5日至6日第一次定海之战后，英军第一次占领定海县（今舟山島），直到7个月后的1841年2月24日英军才全部撤出定海县。在此期间，英军在舟山群岛实行占领区统治，并成立了殖民当局——“巡理府”，宣布舟山群岛全部民政、财政、司法管理均由英方执行，岛上居民需向英国殖民者缴税，接受英国法律管辖，英国官员有权“驱逐任何人员”。而且强行将定海划为自由贸易港，“凡各国船只，俱得出入买卖”。英国殖民当局在岛上抽税，先后设立复书院、苦老院、育婴堂、养济院等宗教机构。
1841年9月26日第二次定海之战后，英军第二次占领定海县，这次占领为期5年，直到1846年4月29日中英签订《英军退还舟山条约》后，1846年7月25日英军才退出定海县。在占领期间，1841年10月6日璞鼎查在定海设“军政府”，由英军上尉丹尼士（Capt Dennis）担任“军政长官”。

## 吳語研究
在第二次占领定海县期间，英军注重研究当地语言文化。1846年5月，应军方要求，英军中担任首席会计（Head conicopoly）的仙尼华四（Streenevassa，全名P. Streenevassa Pillay，南印度马德拉斯（今泰米尔纳德邦金奈市）高种姓的学者）编写了英語、吳語寧波話、達羅毗荼語系泰盧固語三語對譯的工具书《英华·仙尼华四·杂字文》，封面印有“大清道光二十六年仲夏，大英一千八百四十六年五月”，“定海舟山南门外太保庙内刊，宁郡东壁斋刻”字样，这是吴语地区出现的第一本方言英汉词汇集，也是中国首部中文、英文、泰卢固文三种文字对照词汇集。